# 金子眞吾
金子 眞吾（かねこ しんご、1950年11月25日 - ）は、埼玉県出身の実業家。凸版印刷代表取締役社長、代表取締役会長を経てTOPPANホールディングス代表取締役会長、キッズデザイン協議会副会長、東京商工会議所副会頭。元日本印刷産業連合会会長。

## 人物
埼玉県浦和市出身。埼玉県立浦和高等学校を経て、中央大学法学部卒業後、凸版印刷に入社。代表取締役副社長だった2010年（平成22年）6月、足立直樹に代わり59歳で代表取締役社長に就任。日本印刷産業連合会会長や、浦和高校同窓会の副会長を務める。
日本経済新聞の交遊抄などで浦和レッドダイヤモンズの試合観戦を趣味に挙げている。
2020年4月9日、新型コロナウイルス感染症の陽性反応が出たことが凸版印刷より公表された。2日から発熱の症状をうったえ、以降は同社に出社せず、6日に医療機関を受診した結果、8日に感染が判明した。入院したものの容体は安定していた。

## 略歴
- 1969年（昭和44年）3月 埼玉県立浦和高等学校卒業
- 1973年（昭和48年）3月 中央大学法学部法律学科卒業、同年4月に凸版印刷入社。
- 2003年（平成15年）4月 - 6月に取締役就任[7]。
- 2006年（平成18年）6月 - 常務取締役就任。
- 2008年（平成20年）6月 - 専務取締役就任。
- 2009年（平成21年）6月 - 代取締役副社長就任。
- 2010年（平成22年） - 代表取締役社長に就任。
- 2016年（平成28年）6月 - デジタルコンテンツ協会会長に就任[8]。
- 2018年（平成30年）5月 - 印刷工業会会長に就任[9]。
- 2018年（平成30年）6月 - 日本印刷産業連合会会長に就任[10]。図書印刷取締役[11]、トッパン・フォームズ取締役[12]。
- 2019年（令和元年） - 代表取締役会長[13]、東京商工会議所副会頭に就任[14]。
- 2020年（令和2年）6月 - 東洋インキSCホールディングス取締役[15]。
- 2020年（令和2年）11月 - サプライチェーン・サイバーセキュリティ・コンソーシアム副会長[16]。
- 2021年（令和3年）6月 - 東京観光財団理事長[17]。
- 2021年（令和3年）10月 - 印刷博物館館長に就任[18]。
- 2023年（令和5年）10月 - TOPPAN ホールディングス株式会社代表取締役会長[19]。
- 2025年（令和7年）3月 - 印刷博物館館長を退任[20]。